# Толедская ночь
«Толедская ночь» (исп. una noche Toledana) — кровавая резня, которую в IX в. устроили мятежным вестготским и иберо-римским аристократам арабские властители города.
В переносном смысле — плохая или просто бессонная ночь, какой-нибудь неприятный сюрприз, коварная ловушка (исп.).

## Резня в Толедо
Христианский город Толедо, который был в 712 году захвачен маврами, даже оставаясь под властью арабов, воспринимался оттеснёнными на север воинами Реконкисты как своя столица, лишь временно попавшая в руки врага. Горожане также не оставляли надежду вернуть себе независимость.
Согласно легенде, в конце VIII — начале IX веков (называют разные даты: 797, 803, 807, 806 или 812 год) произошло первое крупное восстание толедцев, во время которого в своём алькасаре был убит вали города Юсуф бен-Амрюк, вызвавший негодование жителей своей чрезвычайной жестокостью. Кордовский эмир Аль-Хакам I (796—822) назначил новым вали города (по его собственной просьбе) отца убитого, носившего имя Амрюк аль-Льериди (Amrus-al Lleridi). Въехав в город, Амрюк не стал, вопреки ожиданиям, предпринимать никаких мер против убийц сына, принадлежавших к высшей аристократии, а начал править с патриархальной мягкостью, прислушиваясь к их советам.
Однако через некоторое время в Толедо прибыл отряд во главе с наследником эмира, будущим Абд ар-Рахманом II, следовавший на север, в Сарагосу. Он разместился во дворце Галиана (Palacio de Galiana), над рекой Тахо. В честь прибывшего принца Амрюк устроил роскошнейший пир, на который пригласил всех представителей знатных толедских семей (числом, как говорят, от 400 до 700). Среди гостей был и архиепископ Толедский Элипанд, известный защитник адопционизма.

Напрасно в сумерках толпа, собравшаяся у ворот, ждала возвращения своих дворян с пира. Никто не возвращался, а над башнями крепости непрерывно поднимались клубы пара. В толпе говорили: «Это пар от горячих блюд», и лишь один наблюдательный произнес: «Этот пар поднимается не от пиршественных яств, а от крови наших братьев».

И он был прав: каждого из гостей впускали поодиночке. И при входе во внутренний двор крепости обезглавливали, а головы скатывались в заранее приготовленную для этого посредине двора яму. (По этой причине это событие также называют «День Ямы» — la Jornada del Foso).
¡Hijo mío, ya puedes dormir en paz, pues ya estas vengado! (Сын мой, теперь можешь упокоиться с миром, ибо ты отомщен!) — сказал Амрюк, выставляя головы убитых на зубцах своей крепости Вариз.
Юный принц Абдаррахман, имя которого послужило приманкой, был несколько шокирован столь жестокими убийствами, случившимися на его глазах, но ничего предпринимать не стал, и проследовал дальше в Сарагосу.
Жители города до сих пор способны показать место, где происходило это событие: дворец находился в квартале, называемом Монтичель (Montichel), где сейчас находится бульвар Святого Христофора (Paseo de San Cristóbal).

## В литературе
- Лопе де Вега. «Толедская ночь» (1605 год)